# Georg Budke

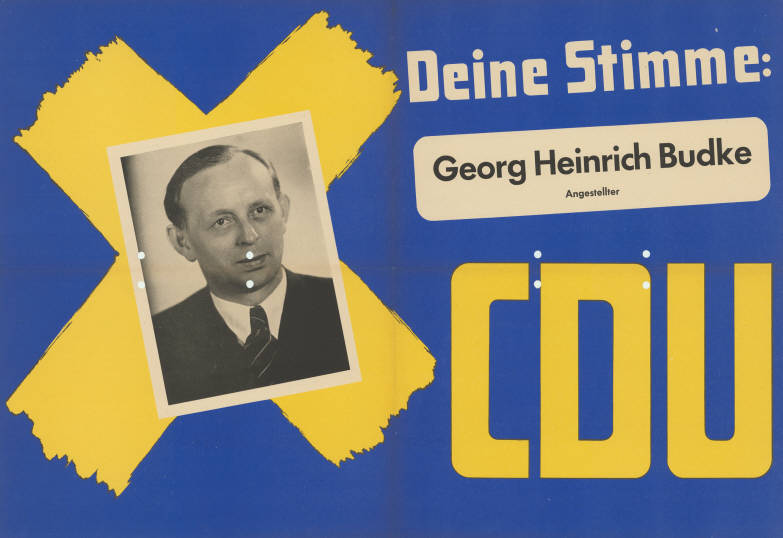
Georg Budke auf einem Landtagswahlplakat 1950

Georg Budke (* 11. März 1900 in Hollage, Kreis Osnabrück; † 9. Oktober 1994) war ein deutscher Politiker (CDU). Er war von 1946 bis 1958 Abgeordneter im Landtag von Nordrhein-Westfalen und von 1959 bis 1969 Bürgermeister der Stadt Grevenbroich.

## Leben
Budke wurde als fünftes von sieben Kindern geboren, besuchte die Volksschule und absolvierte eine Ausbildung zum Forstarbeiter. Anschließend war er bis zum Oktober 1922 als Arbeiter im Steinbruch am Piesberg in der Nähe von Osnabrück tätig. Danach war er in den Osnabrücker Kupfer- und Drahtwerken (OKD) und später als Bergmann auf einer Schachtanlage in Essen beschäftigt. Er beteiligte sich an gewerkschaftlichen und volkswirtschaftlichen Lehrgängen der Schule in Königswinter. Im Jahr 1933 wurde er bei der Auflösung der Gewerkschaften durch die NSDAP fristlos entlassen. Auf Anordnung der Nationalsozialisten war er bis 1939 ohne festen Arbeitsplatz. Um den Unterhalt für seine Frau und den sechs Kindern zu verdienen, arbeitete er als Vertreter auf Provision. Im August 1939 wurde er schließlich in die Wehrmacht einberufen. 1952 wurde er Direktor bei Rheinbraun im Tagebau Neurath.

## Politik
Budke wurde bereits 1917 Mitglied der christlichen Gewerkschaften, ein Jahr später wurde er zudem Mitglied der katholischen Arbeitervereine. Ab 1922 war er Mitglied des katholischen Gesellenvereins. Er wurde zudem Jugendsekretär des Vereins christlicher Bergarbeiter in Lünen. Von 1922 bis 1933 war er Mitglied der Zentrumspartei. Ab Januar 1927 war Budke Jugendsekretär und Leiter des Kartells der christlichen Gewerkschaften in Bottrop. Ab Januar 1930 war er Schriftleiter der Jugendschrift "Knappenjugend" und Jugendsekretär des Vereins christlicher Bergarbeiter Deutschlands. In dieser Zeit lernte er Nikolaus Groß kennen und führte mit ihm regelmäßigen Austausch bis zu dessen Hinrichtung im Januar 1945 in Berlin-Plötzensee.
Nach dem Zweiten Weltkrieg gehörte er zu den Mitbegründern der CDU Westfalen, deren Kreisvorsitzender er in Bottrop wurde. Er wurde bald darauf Mitglied der Industriegewerkschaft Bergbau und ab 1947 Ratsmitglied in Bottrop, wo er auch bis 1950 Fraktionsvorsitzender der CDU war. Von 1950 bis 1952 war er Bürgermeister von Bottrop. Budke wurde 1946 zum Mitglied des Landtages für die zweite Ernennungsperiode bestimmt und ein Jahr später im Wahlkreis 095 Bottrop als Direktkandidat in den Landtag von Nordrhein-Westfalen gewählt, dem er insgesamt vom 19. Dezember 1946 bis zum 12. Juli 1958 angehörte. Seit 1950 war er stellvertretender Fraktionsvorsitzender. In seiner dritten und letzten Legislaturperiode wurde er im Wahlkreis 028 Grevenbroich-West direkt ins Parlament gewählt. Von 1959 bis 1969 war er Bürgermeister von Grevenbroich und von 1969 bis 1973 Kreistagsabgeordneter des Landkreises Grevenbroich-Neuß.

## Ehrungen
- 1978: Verdienstkreuz 1. Klasse der Bundesrepublik Deutschland[3]
- unbekannt: Päpstlicher Verdienstorden Pro Ecclesia et Pontifice[1]
- 10. Mai 1991: Verdienstorden des Landes Nordrhein-Westfalen[1]
- Juni 2013: In Hollage, dem Geburtsort Georg Budkes, wurde auf Vorschlag der KAB eine Straße nach ihm benannt.[1]